# Kuta Baro (Peudawa)
Kuta Baro is een bestuurslaag in het regentschap Aceh Timur van de provincie Atjeh, Indonesië. Kuta Baro telt 300 inwoners (volkstelling 2010).